# Východní Bospor

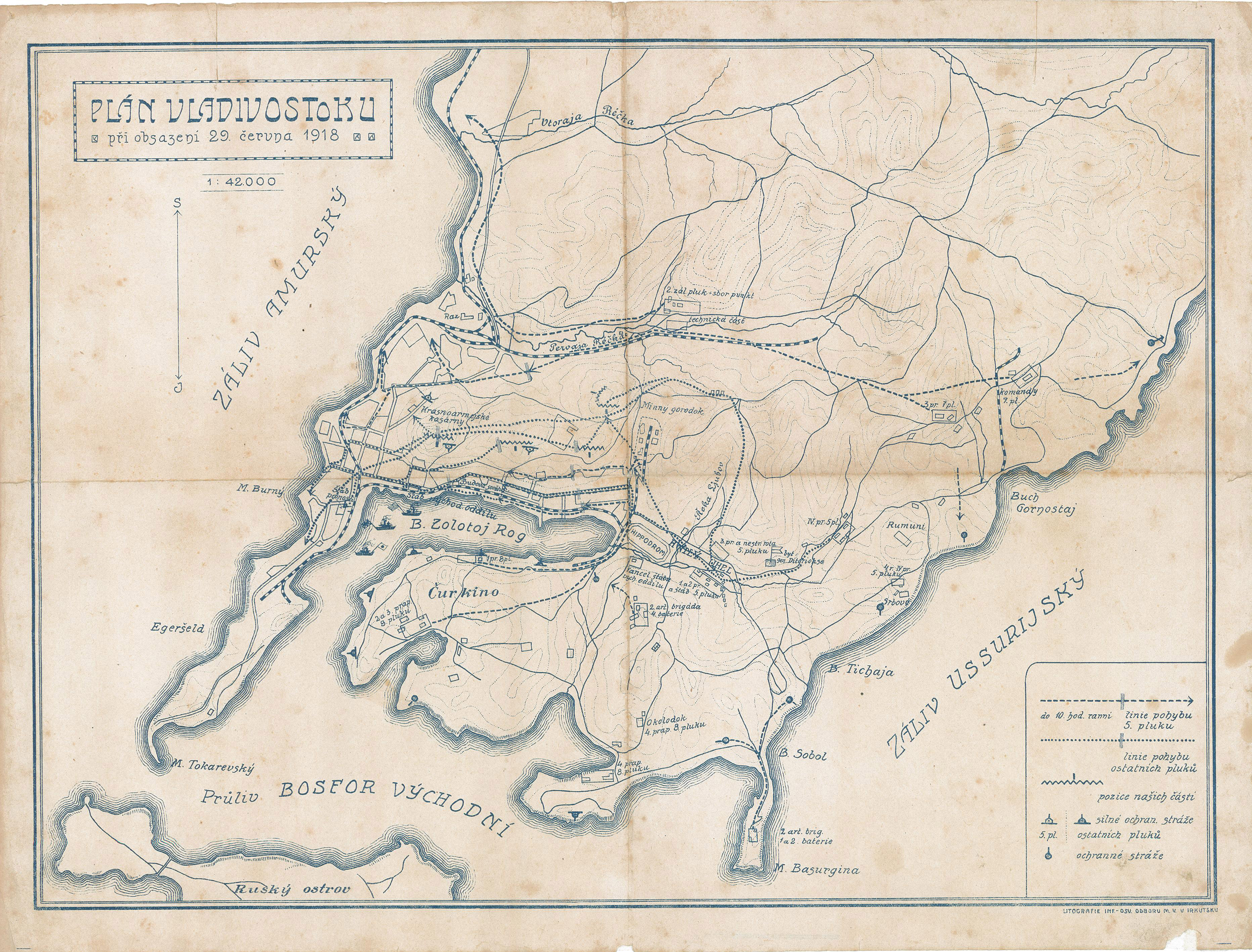
Východní Bospor v době obsazení Vladivostoku československými legiemi 29. června 1918

Východní Bospor (rusky Босфор Восточный) je průliv v zálivu Petra Velikého v Japonském moři, oddělující poloostrov Muravjova-Amurského od Ruského ostrova a spojující Amurský záliv a Ussurijský záliv. Název průlivu pochází od pojmenování průlivu Bospor, oddělujícího evropskou a asijskou část Turecka.
Východní Bospor je dlouhý přibližně 9 km, v nejužším místě je široký okolo 800 m. V srpnu 2012 jej překlenul Ruský most, spojující Vladivostok s Ruským ostrovem.